# 밀레스
그리스 신화에서 밀레스(Myles, /ˈmaɪliːz/; 그리스어: Μύλης)는 라코니아의 고대 왕이다. 렐렉스왕과 클레오카레이아(Cleocharia)여왕의 아들이자 폴리카온의 형제이며 유로타스의 아버지이다. 밀레스의 아버지가 사망한 이후 밀레스는 라코니아를 넘겨받아 통치하게 된다. 밀레스의 사망 이후 자신의 아들 유로타스가 그를 승계하였다.